# イムギャーマリンガーデン

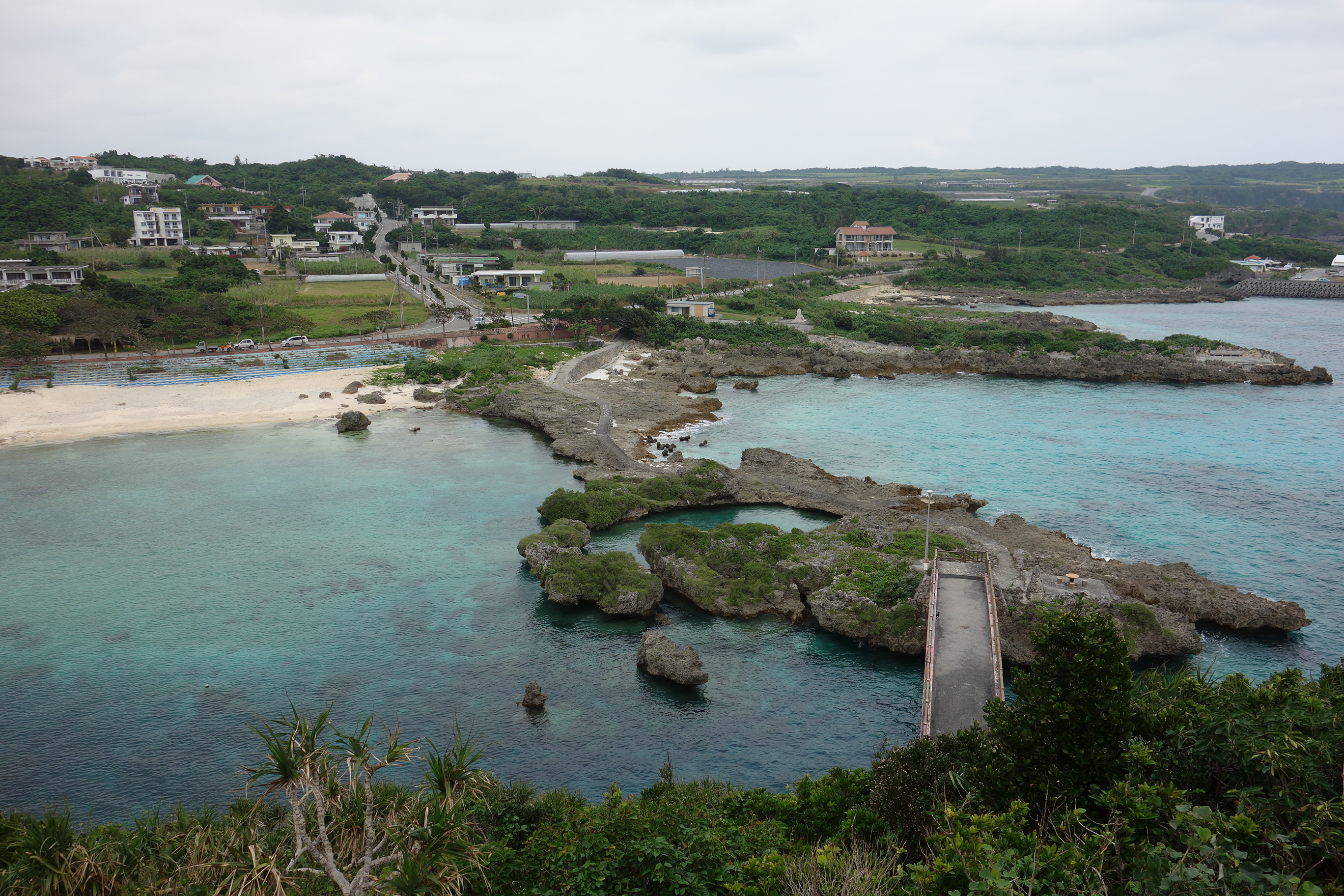
イムギャーマリンガーデン

イムギャーマリンガーデンは、沖縄県宮古島市南部のイムギャー（インギャー）海岸にある海浜公園である。インギャーマリンガーデンとも呼ばれる。

## 概要
宮古島市が、海洋性スポーツ・レクレーションと観光の振興を目的に設置した公園である。
天然の入り江を利用しており、波が穏やかでスクーバダイビング講習等にも利用される。また、入り江の入口を横断して遊歩道が整備されており、御神山にある展望台からは水平線を展望できる
- 所在地 - 沖縄県宮古島市城辺友利605-2[2]
- 設備 - シャワー、トイレ、駐車場、売店[2]

## 交通
- 宮古空港から車で約25分[2]